# Wolfgang Zimmerer
Wolfgang Zimmerer (* 15. November 1940 in Ohlstadt) ist ein ehemaliger deutscher Bobfahrer. Er ist fünffacher Europameister (1968, 1970, 1972 und zweifach 1973), vierfacher Weltmeister (1969, 1973 und zweifach 1974) und Olympiasieger von 1972. Zusammen mit Peter Utzschneider im Zweierbob und anderen Athleten wie Stefan Gaisreiter von seinem Verein SV Ohlstadt im Vierer war er einer der besten Bobfahrer in der ersten Hälfte der 1970er Jahre. Zwischen 1969 und 1975 gewann er bei jeder Bob-Weltmeisterschaft mindestens eine Medaille.

## Werdegang

### Anfänge in Ohlstadt
Der Ohlstädter erlernte zunächst das Bäckerhandwerk und war in der elterlichen Bäckerei mit Lebensmittelhandel tätig. 1965 kam er auf der von Franz Schelle angelegten Trainingsbahn erstmals mit dem Bobfahren in Berührung. Schelle war spätestens nach seinem WM-Titel 1962 ein Idol bei der örtlichen sportbegeisterten Jugend und für die später erfolgreichen Ohlstädter Bobfahrer ihr Mentor. Neben Zimmerer fanden sich auch Stefan Gaisreiter, Peter Utzschneider, Anton Pensberger, Helmut Wurzer oder Walter Steinbauer regelmäßig an der Bobbahn zum Training ein.

### Erste Erfolge
Ein tödliches Unglück brachte dann die Ohlstädter Sportler schneller zu Auswahlehren als gedacht. Bei der 1966 stattfindenden Weltmeisterschaft in Cortina d’Ampezzo verunglückte der Ohlstädter Anton Pensberger in der Viererbob-Konkurrenz tödlich. Um diese Lücke zu füllen, wurde das Duo Wolfgang Zimmerer/Peter Utzschneider in der Saison 1966/67 ins kalte Wasser geworfen und für die Europameisterschaften Ende Januar 1967 in Igls nominiert. Bei ihrem internationalen Debüt gelang den beiden Ohlstädtern gleich der Gewinn einer Medaille. Als Bronzemedaillengewinner waren sie der am besten platzierte bundesdeutsche Bob, noch vor Piloten wie Horst Floth und Franz Wörmann. Dieser Erfolg animierte den bundesdeutschen Verband dazu, Zimmerer als Pilot für die Weltmeisterschaften in Alpe d’Huez im gleichen Jahr zu nominieren, wo er mit dem Bremser Hubert Braun startete. Allerdings stand der Wettbewerb von Anfang an unter keinem guten Stern. Durch die Wetterbedingungen wurde die Bahn auf 1000 m verkürzt und der Wettbewerb in nur zwei Läufen ausgetragen. Nach dem ersten Lauf lagen Zimmerer/Braun mit dem dritten Platz noch auf Medaillenkurs, im zweiten Lauf stürzten die beiden jedoch und mussten aufgeben.
In der Folgesaison gelang Zimmerer mit seinem vertrauten Bremser Peter Utzschneider der erste Titelgewinn. Das Ohlstädter Duo siegte bei der Bob-Europameisterschaft 1968 in St. Moritz in der Zweierbob-Konkurrenz. Lohn dafür war anschließend die Nominierung für die Olympischen Winterspiele in Grenoble, wo Zimmerer sowohl im Zweier- als auch im Viererbobwettbewerb antrat. Während Horst Floth mit Pepi Bader in der Zweier-Konkurrenz die Silbermedaille gewann, belegte das Duo Zimmerer/Utzschneider auf der schwer zu fahrenden Bahn den siebten Platz. Schon im ersten Lauf hatten die Ohlstädter mit dem 15. Platz alle Hoffnungen auf eine vordere Platzierung aufgeben müssen. Allerdings konnten sie sich nach einem starken zweiten Tag noch auf Rang sieben vorschieben. Bei den großen Schlitten belegte Zimmerer zusammen mit dem erst 20 jährigen Stefan Gaisreiter, Hans Baumann und Peter Utzschneider nach nur zwei ausgetragenen Läufen den neunten Platz.

### Die Überraschung von Lake Placid
Zur Bob-Weltmeisterschaft 1969, die in Lake Placid stattfand, trat Zimmerer in beiden Konkurrenzen an. Mit Peter Utzschneider belegte er im Zweierbob dabei den sechsten Platz. Im Viererbob gelang eine Woche später die Überraschung. Noch nach dem dritten Lauf auf dem dritten Platz liegend, profitierte das Team Zimmerer/Gaisreiter/Steinbauer/Utzschneider vom Sturz des führenden Schweizer Bobs um Pilot Jean Wicki und gewann mit Laufbestzeit im vierten Lauf den Weltmeistertitel.

### In der Weltspitze angekommen
Das folgende Jahr 1970 war Zimmerer sehr erfolgreich. Bei der Europameisterschaft in Cortina gewann er im Zweierbob mit Peter Utzschneider die Bronzemedaille. Im Viererbob konnte Zimmerer nun auch seinen ersten Europameistertitel erringen. Bei der Ende Januar 1970 nachfolgenden Weltmeisterschaft, die in St. Moritz stattfand, gewannen Zimmerer/Utzschneider die Silbermedaille hinter den neuen Weltmeister Horst Floth und Pepi Bader, die den Titel mit über einer Sekunde Vorsprung gewannen. In der Viererbob-Konkurrenz trat Horst Floth nicht an, so lieh sich Wolfgang Zimmer Pepi Bader für den verletzten Stefan Gaisreiter aus. Noch nach dem dritten Lauf sah es so aus, dass die die Ohlstädter Crew ihren Titel verteidigen würde. Im vierten Lauf verlor das Zimmerer-Team allerdings fast eine halbe Sekunde auf die Verfolger um den Italiener Nevio de Zordo, so dass dieser den Weltmeistertitel noch wegschnappte und die Zimmerer-Crew auf den Silberrang verwies.
Bei der Bob-Europameisterschaft 1971, die im Zweierbob erstmals auf der neugebauten Kunsteisbahn in Königssee stattfand, hatte Zimmer wie schon bei der Weltmeisterschaft im Vorjahr das Nachsehen gegenüber Horst Floth. Zudem schob sich der Bob von Pilot Hans Candrian zwischen die deutschen Bobs und Zimmerer gelang es im Wettstreit mit dem Österreicher Herbert Gruber erst im letzten Lauf, die Bronzemedaille zu sichern. In der Viererbob-Konkurrenz, die auf der Natureisbahn in Igls stattfand, schien sich der Verlauf zu wiederholen. Nach dem ersten Tag führte Floth vor dem Rumänen Panturu, dicht gefolgt von Zimmerer. Mit einem sehr guten vierten Lauf gewann letztlich Panturu den Europameistertitel, das Team um Wolfgang Zimmerer gewann noch vor Horst Floth die Silbermedaille. Die nachfolgende Weltmeisterschaft auf der Natureisbahn im italienischen Cervinia war von vielen Stürzen und einem Todesfall im spanischen Team geprägt. Da die Zweierbob-Konkurrenz wegen eines Schneesturms am zweiten Tag abgebrochen wurde, gelangten nur die ersten beiden Läufe in die Wertung. Mit Platz vier verpasste Zimmerer eine Medaille nur knapp. Im Viererbob-Wettbewerb wurden erneut nur zwei Läufe ausgetragen. Mit der besten Laufzeit im ersten Durchgang lag die Zimmerer-Crew auf Titelkurs, aber am Ende reichte es nur für die Bronzemedaille. Den vorolympischen Viererbob-Wettkampf ein Jahr vor den Olympischen Spielen in Sapporo gewann Zimmerer am 13. Februar 1971 vor Italien II (De Zordo) und Schweiz I (Wicki).

### Olympiasieger
In der Olympiasaison 1971/72 wurden die bundesdeutschen Bobsportler bereits ab November zu mehreren Lehrgängen auf der noch jungen Kunsteisbahn in Königssee zusammengezogen und mit ihnen trainiert. Die Europameisterschaft in St. Moritz war der letzte Gradmesser vor dem Abflug ins ferne Japan. Um sich optimal akklimatisieren zu können, nahmen die bundesdeutschen Athleten nur am Zweierbobwettbewerb teil, um danach nach Fernost aufzubrechen. In einem spannenden Wettkampf, der erst im letzten Lauf entschieden wurde, gewannen Zimmerer/Utzschneider ihren zweiten Europameistertitel im Zweierbob vor dem an Nummer eins gesetzten zweiten deutschen Bob mit Horst Floth und Pepi Bader. Die übrige europäische Konkurrenz folgte in gehörigem Abstand. Mit diesem souveränen Sieg hatten die zwei bundesdeutschen Bobs ein deutliches Achtungszeichen für die Olympischen Spiele gesetzt, lediglich die Stärke der italienischen Bobs um die Weltmeister Nevio De Zordo und Gianfranco Gaspari war speziell bei den großen Schlitten schwer einzuschätzen.
In Sapporo zahlte sich das Training auf der gut für Zweierbobs geeigneten Kunsteisbahn in Königssee voll aus. Im Zweierbob-Wettbewerb fuhren Zimmerer/Utzschneider speziell am ersten Wettkampftag in einer eigenen Liga und hatten mit beiden Laufbestzeiten über anderthalb Sekunden Vorsprung vor den Zweitplatzierten Schweizern Wicki/Hubacher. Da sich die Verfolger im dritten Lauf mit deutlich schlechteren Zeiten selber schlugen, hatten die beiden Ohlstädter vor dem letzten Lauf sage und schreibe zweieinhalb Sekunden Vorsprung vor Wicki/Hubacher. Mit der nur viertschnellsten Zeit im vierten Lauf wurden Zimmerer/Utzschneider letztlich dennoch souverän Olympiasieger mit über anderthalb Sekunden Vorsprung vor Floth/Bader, die die Silbermedaille den Schweizern Wicki/Hubacher noch entreißen konnten.
Bei den großen Schlitten fuhr der Zimmerer-Bob anfangs auch die besten Trainingszeiten und gehörte dadurch zu den Favoriten auf den Olympiasieg. Allerdings musste verletzungsbedingt zwischenzeitlich Anschieber Peter Utzschneider aussetzen. Zusätzlich war das Training immer wieder enormen Wetterunbilden unterworfen, die auch im Wettkampf nicht abrissen. So sorgte Schneefall immer wieder für schwierige Bahnbedingungen die auchd en Zimmerer-Bob nicht verschonten. In Führung lag nach dem ersten etwas überraschend Bob Schweiz I von Pilot Jean Wicki, gefolgt von Horst Floth und dem Italiener Nevio De Zordo. Erst auf dem vierten Platz lag der Ohlstädter Schlitten. Allerdings lagen alle vier Teams noch innerhalb einer Sekunde, Zimmerer hatte reichlich sieben Zehntel Rückstand auf die Spitzenreiter aus der Schweiz. Am zweiten Wettkampftag verabschiedete sich Horst Floth mit der nur sechstbesten Zeit im dritten Lauf bereits früh aus dem Titelrennen. Während der Schweizer mit zwei kontrollierten Fahrten dem Olympiasieg entgegenfuhr, rangen De Zordo und Zimmerer um die Silbermedaille. Allerdings fuhr der Italiener im dritten Lauf die zweitbeste Zeit und erzielte einen Vorsprung, der auch im vierten Lauf nicht gänzlich abschmolz. Am Ende gewann der Vierer-Bob in der Besetzung Wolfgang Zimmerer, Stefan Gaisreiter, Walter Steinbauer und Peter Utzschneider mit neun Hundertsteln Rückstand auf den Bob von Nevio De Zordo die Bronzemedaille. Nach den Spielen in Grenoble mit einer Silbermedaille von Horst Floth bedeutete ein kompletter Medaillensatz für die bundesdeutschen Bobsportler eine enorme Leistungssteigerung, an der Wolfgang Zimmerer mit Gold und Bronze erheblichen Anteil hatte. Da er zugleich zusammen mit Peter Utzschneider erfolgreichster bundesdeutscher Athlet war, veranlasste es die bundesdeutsche Mannschaftsleitung des Olympiateams dazu, Zimmerer als Fahnenträger bei der Schlussfeier zu benennen.

### Weiter auf der Erfolgswelle
Das nacholympische Jahr 1973 begann zunächst mit einer kleinen Überraschung. Beim sogenannten Nationen-Cup auf der Kunsteisbahn in Königssee belegte das Duo Zimmerer/Utzschneider den vierten Platz. Danach ließen die Top-Teams um Zimmerer und Floth die deutschen Bob-Meisterschaften aus, um sich auf den ersten Saisonhöhepunkt, die Europameisterschaften im italienischen Cervinia vorzubereiten. Bei der EM gewannen Zimmerer/Utzschneider im Zweierbob den Titel vor Horst Floth mit seinem neuen Anschieber Willi Holdorf. Bei den großen Schlitten war die Favoritenrolle des Zimmerer-Bobs allerdings nicht so eindeutig. Neben den italienischen Bobs hatten hier auch im Gegensatz zur Zweierbob-Konkurrenz die Schweizer Bobs im Training einen guten Eindruck hinterlassen. Letztlich konnte der Zimmerer-Bob in der Besetzung Zimmerer/Gaisreiter/Utzschneider/Ohlwärter auch den Wettbewerb im Viererbob vor zwei Schweizer Bobs für sich entscheiden. Dies bedeutete gleichzeitig den ersten Doppelgewinn bei Bob-Europameisterschaften.
Der zweite Saisonhöhepunkt waren die Weltmeisterschaften auf der Bobbahn in Lake Placid. Nach dem verletzungsbedingten Ausfall von Nevio de Zordo wurden nach der Europameisterschaft vor allem die Schweizer Teams als Mitkonkurrenten um die Weltmeistertitel angesehen. Im Zweierbob-Wettbewerb lief es bei schwierigen Bedingungen zu Beginn aber alles andere als gut für die Eidgenossen. Zimmerer/Utzschneider lagen schon nach dem ersten Tag eine Sekunde vor Floth/Holdorf, während der beste Schweizer Bob zunächst nur den fünften Platz belegte. Am zweiten Wettkampftag, der vor allem im dritten Lauf von ständigen Unterbrechungen gekennzeichnet war und somit sich über sage und schreibe vier Stunden hinzog, waren Zimmerer/Utzschneider erneut das Maß der Dinge und gewann souverän mit über zwei Sekunden Vorsprung vor den Schweizern Candrian/Schenker ihren zweiten Weltmeistertitel. In der Viererbob-Konkurrenz gab es nach dm ersten Wettkampftag einen eher überraschenden Zwischenstand. Es führte der Österreicher Werner Delle Karth vor dem Schweizer Stadler und dem Italiener Alvera. Auf Rang vier lag Horst Floth und erst dann fand man den Zimmerer-Bob im Ergebnistableau. Zur Bronzemedaille betrug der Abstand zu diesem Zeitpunkt ungefähr eine Sekunde. Diesen Rückstand konnte Zimmerer durch höchst unterschiedliche Fahrtzeiten der Konkurrenz noch egalisieren und sicherte sich schlussendlich hinter den Schweizer Weltmeistern um Rene Stadler und den Zweitplatzierten Österreichern um Werner Delle Karth noch die Bronzemedaille.
Das Jahr 1974 begann mit einer ernüchternden Meldung für den Bobsport. Die Europameisterschaften, die im italienischen Cortina d’Ampezzo stattfinden sollten, wurden wegen Schneemangels und dem daraus resultierenden schlechten Zustand der Natureisbahn abgesagt. Einziger Saisonhöhepunkt blieben so die Weltmeisterschaften im Mekka des Bobsports St. Moritz. Sowohl im Zweier- als auch im Viererbob wurde Zimmerer dabei seiner Favoritenrolle gerecht. Speziell bei den kleinen Schlitten zeigten Zimmerer/Utzschneider ihre fahrerische Überlegenheit und gewannen mit über zwei Sekunden Vorsprung ihren vierten Weltmeistertitel. Im Viererbob konnte Wolfgang Zimmerer Neuigkeiten vermelden. Sein langjähriger Mitstreiter Stefan Gaisreiter hatte nun selbst die Lenkseile übernommen und auch Walter Steinbauer war erstmals ersetzt worden. Neu im Team waren Albert Wurzer und der schnelle Leichtathlet Manfred Schumann. Im Wettkampf entwickelt sich von Beginn an das Team von Hans Candrian als schärfster Kontrahent. Nach dem ersten Lauf sogar vorn liegend, konterte Zimmerer im zweiten Lauf mit neuem Bahnrekord und lag so nach dem ersten Tag mit 12 Hundertsteln Vorsprung vorn. Durch einen hervorragenden dritten Lauf von Candrian lagen beide Bobs nur noch eine Hundertstel auseinander. Allerdings spielte Zimmerer im viertel Lauf all sein Können aus und gewann mit vier Hundertsteln Vorsprung seinen vierten und letzten WM-Titel. Nach Doppeleuropameister 1973 waren Zimmerer/Utzschneider nun auch Doppelweltmeister.
1975 erlebte der Bobsport ein Deja Vu. Erneut fiel die Europameisterschaft mangels Ausrichter aus. Somit waren die Weltmeisterschaften in Cervinia der einzige richtige Härtetest im vorolympischen Jahr. Zudem stand eine Trennung des Traumpaares Zimmerer/Utzschneider im Raum. Peter Utzschneider hatte sich Ende 1974 an einer Kreissäge am Bein verletzt, sein WM-Start war mehr als fraglich. Auch für den Viererbob gab es ein Handicap, Anschieber Manfred Schumann hatte sich an der Achillessehne verletzt. Darüber hinaus traten in Cervinia erstmals Bobfahrer aus der DDR bei eiern internationalen Meisterschaft an. Im Zweierbob konnten Zimmerer/Utzschneider nicht mehr an alte Zeiten anknüpfen. Während die Italiener Alvera/Perruquet souverän den Titel vor den Deutschen Heibl/Ohlwärter gewannen, Rang das Ohlstädter Paar um die Bronzemedaille. Konkurrenten waren dabei der Schweizer Bob von Fritz Lüdi, aber auch die DDR-Bobs von Detlef Schönau und Meinhard Nehmer. Am Ende verpassten Zimmerer/Utzschneider Bronze um ganze drei Hundertstel, ließen die DDR-Bobs aber noch hinter sich. Bei den großen Schlitten bestach der Zimmerer-Bob durch sehr gute Trainingszeiten. Im Wettkampf ging allerdings ein neuer Stern im Schweizer Boblager auf. Nach zwei Weltmeistertiteln als Anschieber gewann Erich Schärer souverän seinen ersten Weltmeistertitel als Pilot. In jedem Lauf war der Schweizer schneller als Zimmerer, der bei seiner letzten Weltmeisterschaft mit Silber nochmals eine Medaille gewinnen konnte.

### Nochmals Olympia und Karriereende
Die Olympiasaison 1975/76 hatte mit den Bobwettbewerben bei den Olympischen Winterspielen in Innsbruck ihren absoluten Saisonhöhepunkt. Um auf der neu angelegten, kombinierten Rennschlitten- und Bobbahn aus Kunsteis bestehen zu können, hatte Zimmerer gemeinsam mit Peter Utzschneider schon länger entschieden, statt seines langjährigen Anschiebers den noch schnellkräftigeren Ex-Leichtathleten Manfred Schumann in der Zweierbob-Konkurrenz einzusetzen. Begründet wurde dies mit den besseren Startzeiten von Schumann, die auf Kunsteis immer wichtiger wurden. Folgerichtig nahm das Duo Zimmerer/Schumann am Nationencup in Königssee und Igls, wo der Ohlstädter allerdings nicht die vorderen Plätze belegen konnte. Dennoch gehörte Zimmerer zu den immer wieder genannten Favoriten auf einen Olympiasieg, obwohl die Bobs aus der DDR und der Schweiz mittlerweile absolut konkurrenzfähig waren. Ein Auswirkung der Favoritenrolle war die Nominierung zum Fahnenträger der bundesdeutschen Mannschaft bei der Eröffnungsfeier der Olympischen Winterspiele.
Im Training zu den Zweierbob-Wettbewerben sorgten vor allem die DDR-Bobs mit den Piloten Meinhard Nehmer und Horst Schönau mit den schnellsten Zeiten für Schlagzeilen, während Zimmerer von den drei anwesenden bundesdeutschen Bobs mit den Piloten Georg Heibl und Stefan Gaisreiter die schwächsten Zeiten aufwies. Dennoch nominierte die bundesdeutsche Mannschaftsleitung das Duo Zimmerer/Schumann anstelle von Gaisreiter/Ertel. Nach dem ersten Wettkampftag lag dann allerdings doch etwas überraschend das einheimische Duo Sperling/Schwab mit drei Hundertsteln vor Nehmer/Germershausen aus der DDR und Zimmerer/Schumann, die 15 Hundertstel Rückstand auf Gold hatten. Am zweiten Wettkampftag fiel schon im dritten Lauf die Entscheidung. Zwar fuhren Zimmerer/Schumann die zweitbeste Zeit verloren aber 39 Hundertstel auf Nehmer/Germeshausen, die neuen Bahnrekord fuhren. Da aber die anderen Medaillenkandidaten langsamer als die Ohlstädter unterwegs waren, reichte es am Ende hinter den souveränen Olympiasiegern aus der DDR für die Silbermedaille. Angesichts des Rückstands von über einer halben Sekunde hatten Zimmerer/Schumann eher Silber gewonnen als Gold verloren.
Bevor der Viererbob-Wettbewerb startete, sorgte Zimmerer noch für eine Nachricht, die aufhorchen ließ. Er verkündete seinen Rücktritt mit Ende der Olympischen Bobwettbewerbe, um anschließend die Stelle als erster bundesdeutscher Bobtrainer anzutreten, der hauptamtlich arbeiten würde. Im Training zeigte vor allem der Schweizer Erich Schärer sein Potential, wenngleich auch Meinhard Nehmer auch im großen Schlitten mit guten Trainingszeiten überragenden Fahrkünsten die Fachwelt beeindruckte. Dies zeigte sich auch im Wettkampf, in dem Nehmer bereits nach dem ersten Tag über sechs Zehntel auf den Zimmerer-Bob herausgefahren hatte. Hinter Zimmerer lauerte allerdings mit nur acht Hundertsteln Rückstand Erich Schärer, so dass das zweite Silber für den bundesdeutschen Bob längst nicht in trockenen Tüchern war. Dies sollte sich bereits im dritten Lauf zeigen. Schärer fuhr wie auch im vierten Lauf Laufbestzeit und zog bereits an Zimmerer vorbei. Während Nehmer bei seiner Premiere gleich Doppelolympiasieger wurde, gewann der Schweizer Erich Schärer mit seiner Crew die Silbermedaille. Bronze und damit die letzte Olympiamedaille gewann Wolfgang Zimmerer mit seinem Team bestehend aus Peter Utzschneider, Bodo Bittner und Manfred Schumann.
Allerdings waren die Olympischen Spiele noch nicht der letzte große Wettkampf für Zimmerer. Nur eine Woche nach dem Viererbob-Wettbewerb traf sich die europäische Bob-Elite zu den Europameisterschaften in St. Moritz. Im Zweierbob-Wettbewerb fiel das Ergebnis für Zimmerer, der wiederum mit Manfred Schumann an den Start ging, ernüchternd aus. Rang 10 mit über fünf Sekunden Rückstand auf das Schweizer Brüderpaar Erich und Peter Schärer als neue Europameister war eine Überraschung im negativen Sinne. Im Viererbob griff Zimmerer wieder auf bewährtes Material zurück und trat mit der Olympiabesatzung an. Bereits im Training hatte sich gezeigt, dass sein ehemaliger Anschieber Stefan Gaisreiter wohl zu den Titelanwärtern zählen würde. Allerdings führte nach dem ersten Tag der Schweizer Erich Schärer vor Gaisreiter und Zimmerer. Im dritten Lauf büßte Schärer den Spitzenplatz durch zwei Fahrfehler jedoch ein und rutschte auf den Bronzerang. Gaisreiter fuhr hingegen im dritten Lauf die beste Zeit des ganzen Wettbewerbs und legte so den Grundstein für seinen ersten Europameistertitel als Pilot. Zimmerer konnte mit der besten Zeit im vierten lauf Schärer auf Distanz halten und gewann so bei seinem letzten internationalen Wettbewerb mit Silber nochmals eine Medaille.

### Bundestrainer
Im Oktober 1976 übernahm Zimmerer das Amt des ersten hauptamtlichen Bundestrainers im bundesdeutschen Bobsport. Nach seinem Rücktritt und dem altersbedingten Ausscheiden des bereits 41-jährigen Georg Heibl stand Zimmerer mit Stefan Gaisreiter nur ein Pilot zur Verfügung, der international konkurrenzfähig war. Hinzu kam der aufstrebende Bobsport in der DDR mit Athleten wie Doppelolympiasieger Meinhard Nehmer, Bernhard Lehmann oder Bernhard Germeshausen und die immer stärker werdenden Schweizer Bobs um Piloten wie Erich Schärer und Hans Hiltebrand als hochklassige und meist erfolgreichere Kontrahenten. Zimmerer Bilanz belief sich zwischen 1977 und 1983 bei Weltmeisterschaften auf einen Titel bei der Bob-Weltmeisterschaft 1979 am Königssee durch Stefan Gaisreiter im Viererbob und zwei Silber- sowie vier Bronzemedaillen. Bei Europameisterschaften sprang zwischen 1977 und 1984 gar nur eine Bronzemedaille heraus. Geprägt war die Zeit auch von der schweren Verletzung von Stefan Gaisreiter bei der Europameisterschaft 1980 in St. Moritz, in deren Folge der damals einzige deutsche Bobfahrer mit Medaillenambitionen noch vor den Olympischen Spielen in Lake Placid zurücktrat. Zudem fiel in Zimmerers Amtszeit das Debakel um den letztlich nicht sicher fahrbaren Opel-Bob. Nach den Olympischen Spielen 1984 in Sarajevo trat Zimmer als Bundestrainer zurück.
Dem Bobsport blieb Zimmerer danach noch einige Jahre als Pilot von sogenannten Taxifahrten für zahlende Gäste auf den Bahnen in Igls und Königssee verbunden. Überdies wirkte er einige Jahre in der Technischen Kommission der FIBT mit.

## Privates
Zimmerer fand nach seinem Amt als Bundestrainer eine Anstellung im Murnauer Amt für öffentliche Ordnung.
Er ist der Onkel der Skirennläuferinnen Maria Höfl-Riesch und Susanne Riesch.

## Ehrungen
Für seine sportlichen Erfolge erhielt er am 8. Juni 1970 das Silberne Lorbeerblatt. Nach Zimmerer wurde in den 1970er Jahren die Wolfgang Zimmerer-Straße im Westen der Gemeinde Neufahrn in Oberbayern benannt.